# Verbesina seatonii
Verbesina seatonii là một loài thực vật có hoa trong họ Cúc. Loài này được S.F.Blake miêu tả khoa học đầu tiên năm 1913.